# یان اسویراک
یان اسویراک (چکی: Jan Svěrák؛ زادهٔ ۶ فوریهٔ ۱۹۶۵) کارگردان، هنرپیشه و فیلم‌نامه‌نویس و فرزندِ «زدنیک اسویراک» کارگردان اهل جمهوری چک است.
فیلم کلیا به کارگردانی او، در سال ۱۹۹۶ میلادی، برندهٔ جایزه اسکار بهترین فیلم خارجی‌زبان شد. از دیگر فیلم‌های او می توان به سه برادر اشاره کرد.